# クロード・マカ・クム
クロード・エルネスト・デジレー・コウム・マカ（ラテン文字：Claude Ernest Désiré Koum Maka、1985年5月16日 - ）は、カメルーン共和国リンベ出身のキルギス代表プロサッカー選手である。ポジションはMF(OH)、FW。リトアニアサッカーリーグAリーガのFKダイナヴァ・アリトゥスに所属している。

## 代表
マカ・クムはカザフスタン代表戦でキルギス代表に初招集された。

## 交友関係
同じアフリカ出身でかつキルギスへ帰化したデイヴィッド・テッテフとは仲が良く、テッテフがキルギス代表初ゴールを決めた際には、テッテフの元へ駆け寄り祝福した。
また、デイヴィッド・テッテフとはFCドルドイ・ビシュケクでも同僚であった。

## 獲得タイトル
- FCドルドイ・ディナモ・ナルイン

キルギス・リーグ (2):2007,2008
キルギス・カップ :2008
AFCプレジデンツカップ :2007